# Гонорій II (антипапа)
Гонорій II (лат. Honorius, 1010, Верона —1072, Парма) — антипапа у 1061—1072 роках. Петро Кадал народився у Вероні, був єпископом Парми. Після смерті папи Миколая II за підтримки єпископів на чолі з Гільдебрандом папою було обрано Олександра II.
Дещо пізніше збори німецьких і лотаринзьких єпископів на чолі з імператрицею Агнесою (регента малоітнього імператора Священної Римської імперії Генріха IV) у Базелі 28 жовтня 1061 року обрали папою Петра Кадала, який прийняв ім'я Гонорій II.
Весною наступного року Гонорій II за підтримки імперського війська зайняв папський престол. Пізніше антипапу вигнали з Риму, проте до кінця своїх днів він вважав себе папою.